# نهائي كأس ولي العهد السعودي 1964
نهائي كأس ولي العهد السعودي 1964 هي مباراة تحديد الفائز بكأس ولي العهد السعودي 1963–64. اقيمت المباراة في ملعب الصبان بمدينة جدة في عام 1964 وقد فاز بالمبارة نادي الهلال بعد تغلبة على نادي الوحدة بنتيجة 4–3.

## تفاصيل المباراة
| الهلال | 4–3 | الرياض |
| ------ | --- | ------ |
|        |     |        |